# MC RYU
MC RYU（エムシー・リュウ　本名：渡部 隆一、1968年8月11日 - ）は、日本のラジオパーソナリティー、ラッパー、司会者、音楽プロデューサーである。 

## 略歴
4歳から18歳までをロサンゼルスで過ごす。大学進学にともない帰国し、上智大学経済学部卒業後伊藤忠商事に入社。妻は浜家有文子（2019年に離婚）。
CNNの同時通訳などを経て、1993年からラッパーとして活動を始める。現在は自身のプロデューサーチーム327を率いた音楽活動のほか、テレビ番組・CMのナレーション、ラジオパーソナリティ、B-BOY PARKなどのイベント司会としても幅広く活動している。
J-WAVE『SOULTRAIN』のメインパーソナリティを7年間務めた。
2017年からは横浜DeNAベイスターズのスタジアムDJとして主に日曜日に横浜スタジアムのプロ野球場内アナウンスを担当している。日曜日以外のスタジアムDJはジョージ・カックルが務めている。

## 出演

### ラジオ
- SOUL TRAIN (J-WAVE)
- REALITY BITES (J-WAVE)
- GOOD VIBEZ (J-WAVE)
- Sweet Black Girls (J-WAVE)
- TOKYO DANCE PARK (InterFM)
- TOKYO SCENE (InterFM)
- Good Vibes (TJS Radio)

### テレビ
- パラッパラッパー (フジテレビ)
- なんでも経済学 / オープニングテーマ曲 (NHK教育テレビ)
- RYU&iaのナマリク! (スカパー! / EXスポーツ)
- BECK (テレビ東京)
- 音風 (テレビ東京)

### 映画
- となりのボブ・マーリー

## 参加作品

### 音楽
- 『となりのボブ・マーリー』オリジナル・サウンドトラック
- Radio Show - m-flo 『Planet Shining』“Radio Show”スキット
- DJ YUTAKA 『United Nations Vol.1』
- DJ YUTAKA 『United Nations Vol.2』
- 渋谷のドン SOULTRAIN re-mix - K-DUB SHINE
- コンピレーション 『Harlem Version 1』
- コンピレーション 『Harlem Version XX　10th　Anniversary』
- Old Nick - DJ HASEBE
- North Coast Bad Boyz
- Boy-KEN Single
- Come on Now - NORTHERN BRIGHT
- You The Rock
- ラッパ我リヤ - 『Big Party』
- SOULTRAIN Compilation CD
- Ya-KYIM
- TWIGY - 『Twig』
- SHY BLUE - “1995”
- DJ TOSHIKI feat. RYU & CRYSTAL - “Unite”
- CENTER STAGE feat. Ganxsta DX - “From Da East”
- コンピレーション『Drivin' Wiz My Homies!』

### ゲーム
- パラッパラッパー

全台詞、全作詞、キャラクター出演（タマネギ先生）、カルチャーディレクションを担当
- ウンジャマ・ラミー

全台詞、全作詞、キャラクター出演、カルチャーディレクションを担当
- パラッパラッパー2

全台詞、全作詞、キャラクター出演、カルチャーディレクションを担当
- プレイステーション オールスター・バトルロイヤル

キャラクター出演（タマネギ先生）
- バーンアウト3:テイクダウン

メインボイス担当
- バーンアウト パラダイス

メインボイス担当

## 関連人物
- ジョージ・カックル

### プロデュースしたアーティスト
- DOUBLE
- DELI
- DABO
- AI

## 著書
- フリースタイルな人生（DHC出版）

## 雑誌連載
- Fine
- CIRCUS
- LUIRE
- プチセブン